# بيتر روست
بيتر روست (بالألمانية: Peter Rost) (29 يونيو 1951 في ألمانيا - ) هو لاعب كرة يد ألمانيا الشرقية وألماني (وحمل سابقاً جنسية ألمانيا الشرقية) في مركز ظهير ‏. شارك في كرة اليد في الألعاب الأولمبية الصيفية 1980 – منافسة الرجال ‏.

## وصلات خارجية
- بيتر روست على موقع أوليمبيديا (الإنجليزية)